# Dodge Viper
Dodge Viper (ˈvaɪpər) — спортивный автомобиль компании Dodge (подразделение Chrysler Corporation). Производство двухместного автомобиля началось в 1992 году на заводе New Mack Assembly. Прародителем и имеющий общие черты с Viper, как интерьера, так и экстерьера стал Dodge Stealth, он же Mitsubishi 3000GT, который был представлен годом ранее. К слову, дизайн обеих ранних культовых моделей принадлежит Тому Гейлу, который тогда возглавлял дизайнерский отдел Chrysler. В октябре 1995 года производство было перенесено на завод Conner Avenue Assembly, где и продолжалось до последнего времени. Автомобиль, а также его многочисленные модификации, часто можно увидеть в различных ТВ-шоу, видеоиграх, фильмах и музыкальных клипах. С 2012 года автомобиль на правах флагмана перешёл под крыло отделения SRT, и до первой половины 2014 года обозначался как SRT Viper.
Модель официально поставлялась в Россию в версии родстер в 2006—2007 годах под названием Dodge Viper SRT-10 Roadster, было продано 4 экземпляра. Модернизированные версии 2007 года (4 поколение) перестали поставляться как в Европу, так и в Россию.

## История появления
Dodge Viper был задуман как продолжение традиций классических американских спортивных автомобилей. Легендарная AC Cobra была источником вдохновения: с мощным двигателем, минималистским дизайном, агрессивного стиля.
Dodge Viper родился в конце 1988 года в дизайнерской студии Chrysler. В феврале следующего года президент Chrysler Боб Лутц предложил Тому Гейлу из Chrysler Design рассмотреть возможность создания современной «Кобры». Первая модель была представлена Лутцем уже несколько месяцев спустя. В металле автомобиль появился в качестве концепткара на североамериканском международном автошоу «North American International Auto Show» в 1989 году. Этот концепткар был первоначально назван Copperhead (название гремучих змей в США) из-за его характерного внешнего вида. Название впоследствии было изменено на Viper, но все двигатели для Viper с тех пор известны как «Copperhead». Общественность встретила концепткар с энтузиазмом и главный инженер Roy Sjeoberg
выбрал 85 инженеров в «команду Вайпер». Группа обратилась в подразделение Chrysler — Lamborghini с просьбой предоставить несколько прототипов алюминиевых блоков цилиндров на основе двигателя V10 от пикапов Dodge. Кузов был завершен осенью, а шасси прототипа в декабре. Хотя в тестах использовался двигатель V8, двигатель V10 был готов в феврале 1990 года.
Официальное одобрение от председателя Chrysler Ли Якокка получено было в мае 1990 года. Один год спустя Кэрролл Шелби пилотировал экспериментальную версию автомобиля в гонке «500 миль Индианаполиса». Начиная с января 1992 года начались поставки автомобиля дилерам.

## Первое поколение

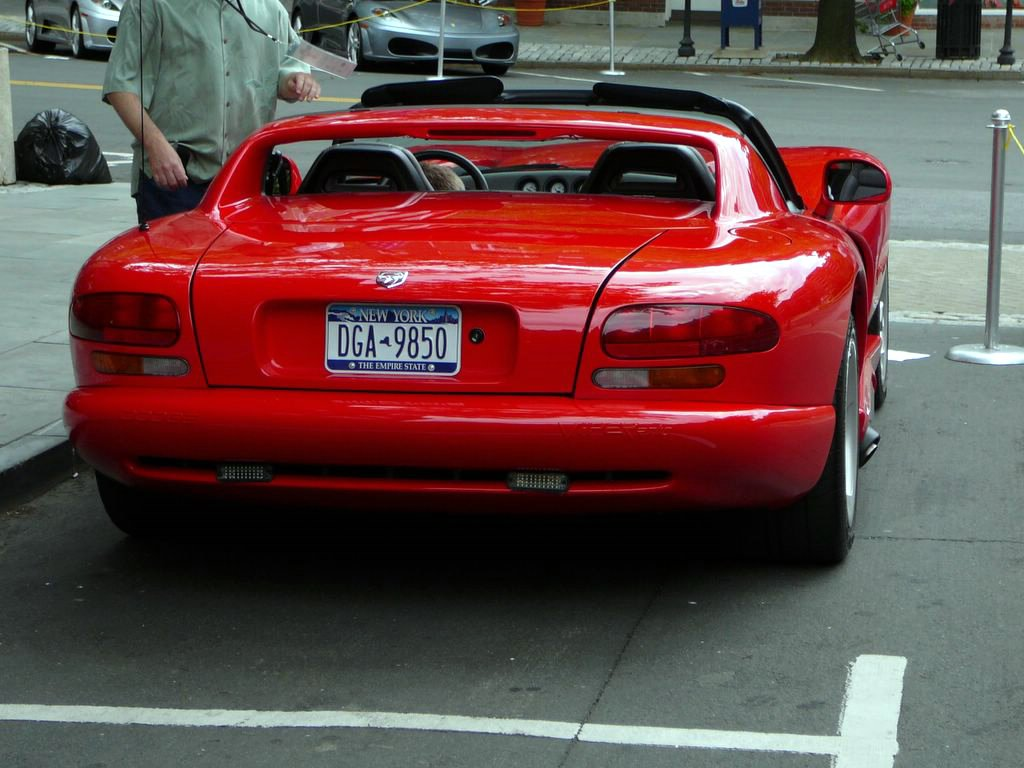
Dodge Viper 1993 года, вид сзади

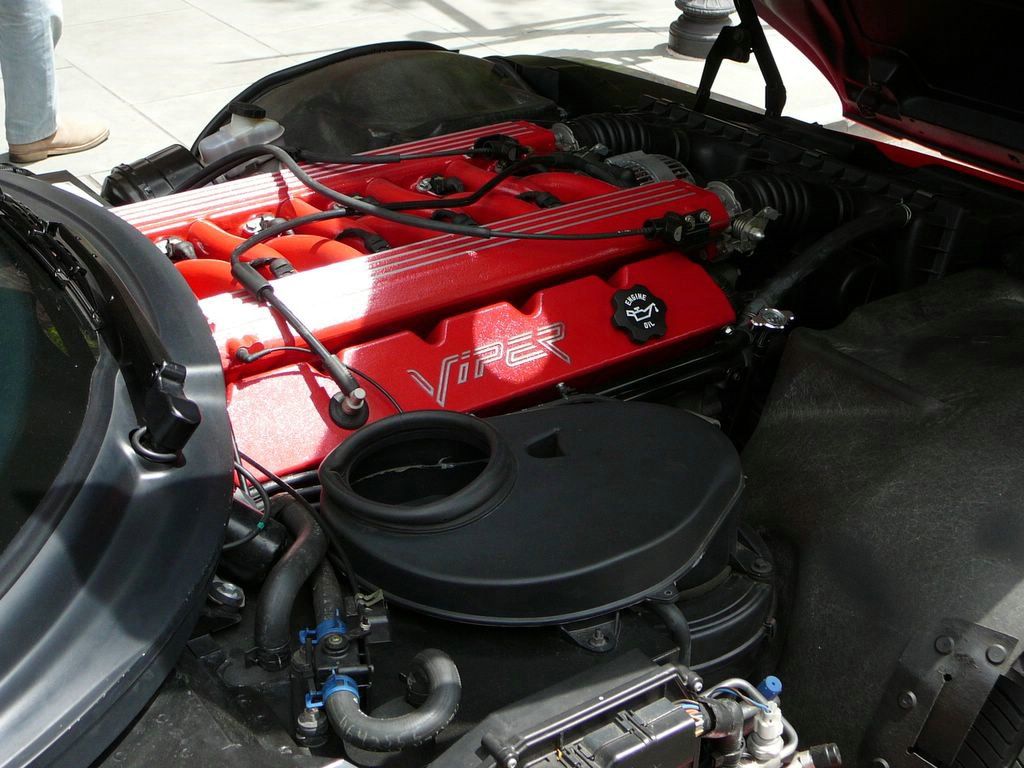
двигатель Dodge Viper 1993 года

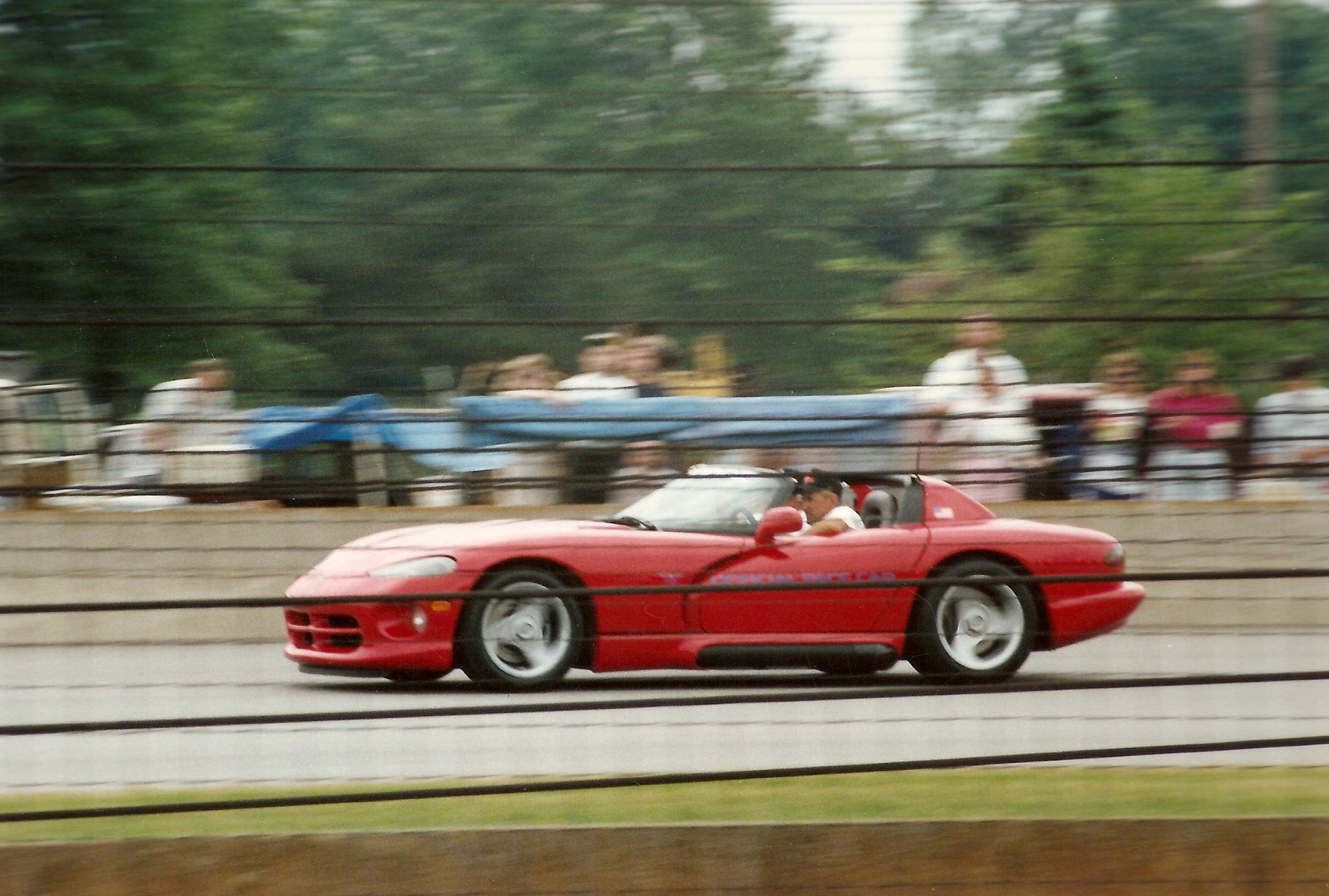
RT/10 на гонках Indianapolis 500, 1991 год

Двигатель основан на базе двигателя Magnum V10 из серии Chrysler LA. В исходном виде двигатель пикапа был слишком тяжёлым для спортивного автомобиля, и Lamborghini, в то время принадлежащая корпорации Chrysler, заменила чугунный блок V10 на блок из алюминиевого сплава. Chrysler из-за сомнений в реализации потенциала Viper и снижения издержек производства отказался устанавливать головки с четырьмя клапанами на цилиндр.
Двигатель весил 323 кг и развивал мощность 400 л. с. (300 кВт) при 4600 об/мин и максимальный крутящий момент 630 Н·м при 3600 об/мин. Система питания — многоточечный впрыск топлива с электронным управлением, система смазки — с «сухим» картером, система снижения токсичности — с двумя каталитическими нейтрализаторами на металлической основе (что сделало их более компактными, чем с керамической сердцевиной). Элементы выпускной системы выполнены из номекса — композитного материала, используемого в космической технике.
Кузов с каркасом из стальных труб с панелями из стекловолокна. Выхлопные трубы выведены в пороги, что добавляет машине экзотичности. Трансмиссия: сухое однодисковое сцепление, механическая шестиступенчатая коробка передач T-56 фирмы Borg-Warner, привод — на задние колёса. Подвеска всех колёс независимая, на двойных поперечных рычагах и пружинах, со стабилизаторами поперечной устойчивости впереди и сзади. Рулевое управление — реечное, с гидроусилителем, число оборотов руля от упора до упора — 2,4. Тормоза — дисковые у всех колёс, привод гидравлический двухконтурный, с усилителем.
Dodge Viper первого поколения имел снаряженную массу 1486 кг, но не имел ни системы контроля тяги, ни антиблокировочной системы тормозов. Несмотря на свою массу, он проходил четверть мили за 12,6 секунды и имел максимальную скорость более 290 км/ч. Шины Michelin-XGTZ, размер передних — 275/40ZR17, задних — 335/35ZR17.
Салон автомобиля был спартанским, но имел надувные подушки в сиденьях для поддержки поясничного отдела спины. Наряду с отсутствием внешних дверных ручек, автомобиль не имел боковых окон и крыши. Хотя имелась мягкая съёмная крыша, но она предназначена в первую очередь для наружного хранения транспортного средства. Все эти решения были предназначены для снижения веса. Аккумуляторная батарея находится в опломбированном отделении над задним колесом.
В январе 1993 года был показан концепт Viper GTS, закрытый вариант модели в кузове купе. Но, в производство, такой вариант пошёл лишь со сменой поколения модели в 1996 году.

## Второе поколение

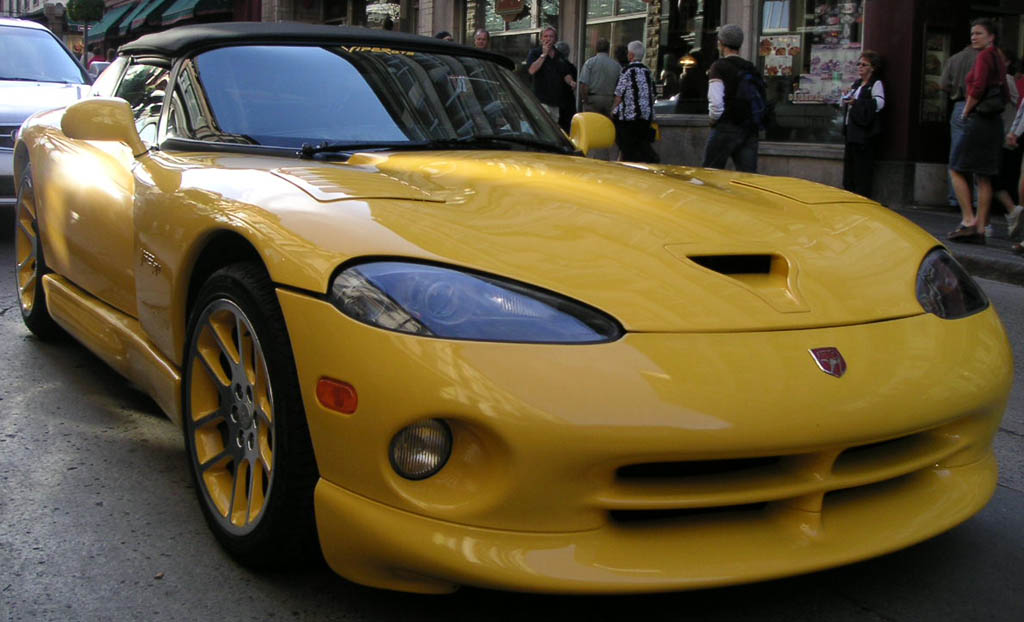
Dodge Viper RT/10

Несмотря на аналогичный внешний вид, автомобиль от первого поколения отличается достаточно сильно. Изменения: переработанный облегчённый (до 290 кг) двигатель с более высокой мощностью (450 л. с.) и максимальным крутящим моментом 664 Н·м, меньший вес автомобиля, практически полностью изменённое шасси, которое на 27 кг легче и на 25 % жёстче, достигнуто путём тщательного компьютерного анализа, изменены подвески, улучшены шины, сокращён тормозной путь. Антиблокировочная система (ABS) в базовой версии первоначально не устанавливалась — только как дополнительная опция, хотя эффективность торможения с ней улучшилась незначительно.
Две передние подушки безопасности были добавлены в 1996 году на модификации Viper GTS, а в 1997 году и на R/T10, в соответствии с решением правительства[уточнить].

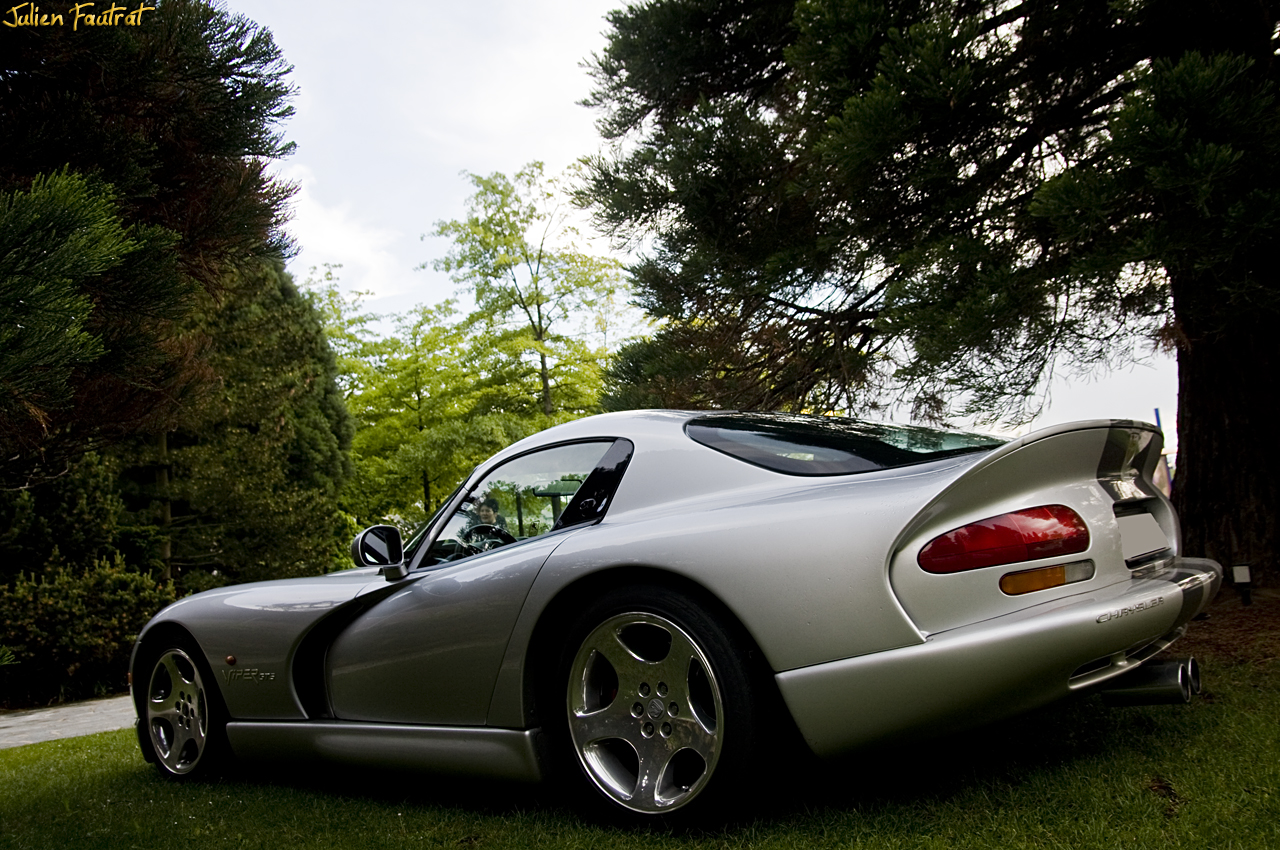
Dodge Viper GTS

В 1996 году появилась модификация с кузовом купе, модель называлась Viper GTS. Характерная черта — крыша с названием «двойной пузырь», поднятая над каждым сиденьем для возможности использования шлемов. Роль дополнительного стоп-сигнала выполняет задняя эмблема с головой гадюки. Viper GTS можно было часто видеть участвующими в различных соревнованиях и, как его предшественник (первое поколение Viper), он был выбран в качестве автомобиля безопасности (pace car) гонки «500 миль Индианаполиса» 1996 года.
Небольшие эволюционные изменения, включая новые 18" колеса, были введены в модели 1999 года. В последующих версиях внедрены лёгкие поршни и изменена выхлопная система (боковые выхлопные трубы в порогах были перенесены назад). В 1999 году введён кожаный салон как дополнительная опция. ABS в базовую комплектацию была введена только в 2001 году. В 2002 году было выпущено 360 памятных экземпляров «Заключительных Изданий». Эти модели были окрашены в красный цвет с белыми полосками.

## Третье поколение

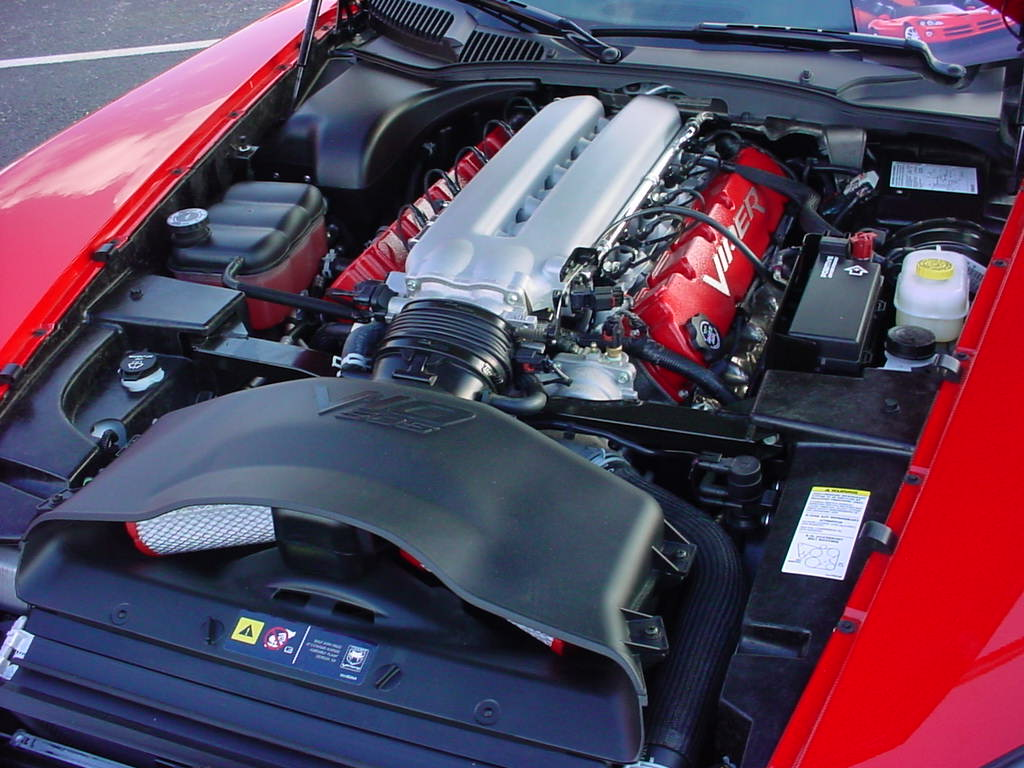
двигатель Dodge Viper 2004 года

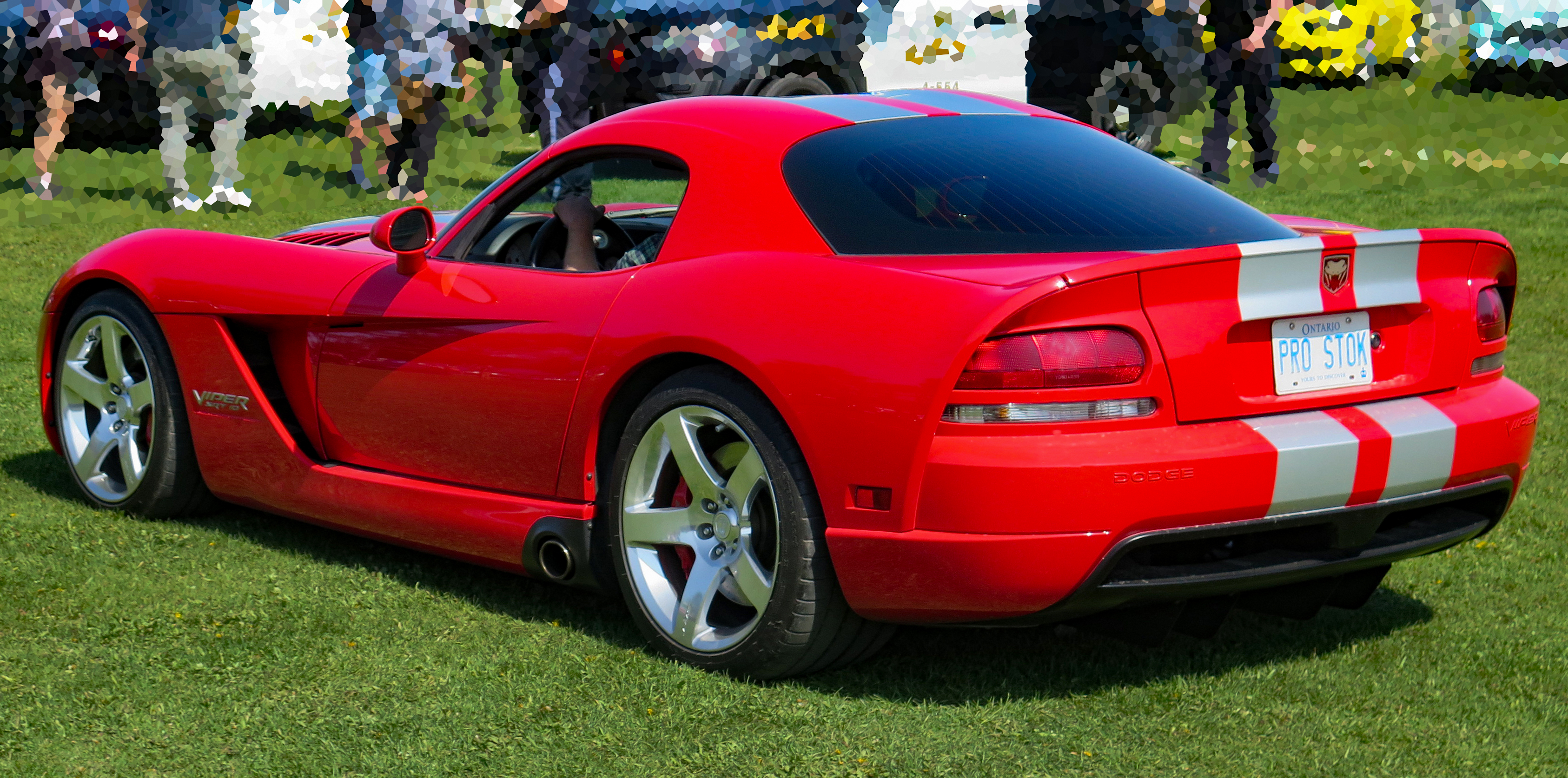
Dodge Viper 2006 года

В 2003 году в Dodge Viper подразделением DaimlerChrysler Street Racing Technology (сокращённо SRT) были внесены большие изменения. Фирменная эмблема модели получила новую интерпретацию головы гадюки и название «Fangs». Новый Dodge Viper SRT-10 стал более массивным. Двигателю был увеличен рабочий объём (до 8,3 л) с увеличением мощности до 500 л. с. и максимального крутящего момента до 712 Н·м, вес двигателя был сокращён до 230 кг. Шасси также улучшилось, оно стало более жёстким на кручение и легче на 36 кг. Ещё более жёсткое и лёгкое шасси используются в версии Hennessey Viper Venom 1000 Twin Turbo. В 2004 году Dodge представил ограниченный тираж с пакетом «Mamba edition cars» — чёрный интерьер с красной отделкой.
Viper SRT10 Coupe был представлен в январе 2005 года на автосалоне в Лос-Анджелесе и, следом, на международном автосалоне в Детройте. Он также сохранил характерную черту предшественника — крышу с названием «двойной пузырь», поднятую над каждым сиденьем. Роль дополнительного стоп-сигнала все так же выполняет задняя эмблема с головой гадюки.

## Четвёртое поколение

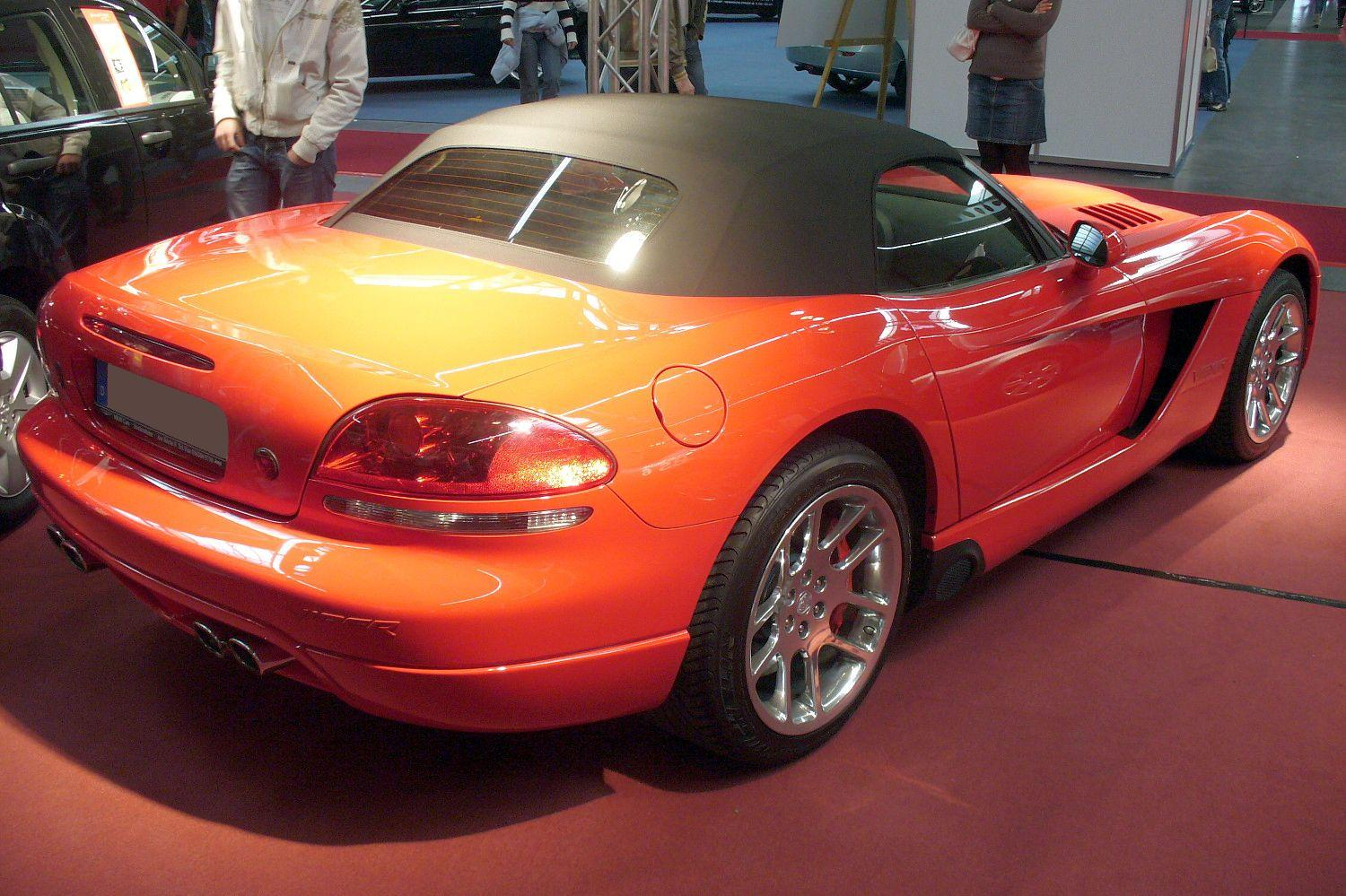
Dodge Viper SRT-10

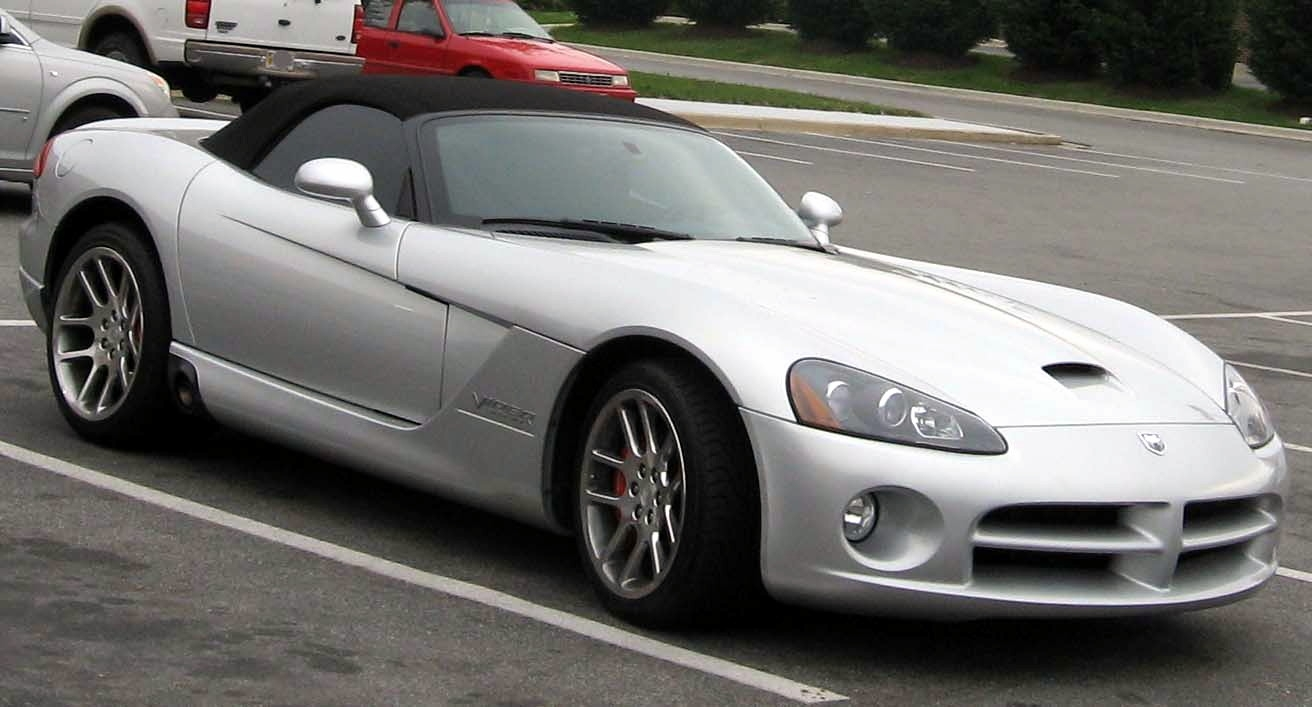
Dodge Viper SRT-10

В 2008 году двигатель был доработан — 600 л. с. (450 кВт) при 6000 об/мин и 760 Н·м при 5100 об/мин, а также увеличены клапаны, изменены камеры сгорания, система изменения фаз газораспределения. Двигатель доводился с помощью McLaren и Ricardo Consulting Engineers. Системы электронного управления двигателем разрабатывались Continental AG.
Изменения вне двигателя заметные. Коробка передач Tremec T56 была заменена новой Tremec TR6060. В заднем мосту установлена вискомуфта GKN. Новые шины Michelin Pilot Sport 2 сделали Viper более нейтральным в поворотах. Ещё одним заметным изменением являются переработки: выхлопной системы, электрической системы и топливной системы.

## Пятое поколение
Мировую премьеру автомобиль отпраздновал 5 апреля 2012 года на автошоу в Нью-Йорке. Модель стала относиться к подразделению SRT и в целях маркетинга получила обозначение SRT Viper на первых порах. Однако, со второй половины 2014 года модель вернула обозначение марки Dodge и стала именоваться Dodge Viper SRT, причиной стали слабые продажи, в том числе из-за плохой осведомленности брендом SRT.
В отличие от двух прошлых поколений (1992 и 2003 годов), эта модель была представлена изначально с закрытым кузовом купе. По традиции, с появлением принципиально нового поколения модели, изменился фирменный логотип, получивший обозначение «Stryker» и новую голову гадюки. Как и у прошлых поколений купе задняя эмблема выполняет роль дополнительного стоп-сигнала.
В стилистике кузова имеются мотивы дизайна прошлых поколений с длинным капотом и отнесенной к задней оси кабине. Например, очертания передних крыльев, в которых находятся отверстия отводящие раскаленный воздух от мотора, выполнены в стиле первого и второго поколений модели. Выхлопные трубы все так же выведены с боков в задней части порогов. Крыша имеет выпуклости под головы водителя и пассажира, т. н. «double bubble» (двойной пузырь).
Кузов стал жестче на 50 %, внешние кузовные панели выполнены из алюминия и карбона. Трубчатый каркас почти полностью выполнен из прочных сортов стали.
Двигатель является дальнейшей модернизацией старого V10, благодаря чему увеличилась мощность до 640 л. с. (bhp) и снизился вес на 11 кг. В будущем планируется выпуск открытой версии родстер.
Осенью 2015 года появилась неофициальная информация, что автомобиль могут прекратить производить в 2017 году. В августе 2017 года последний автомобиль сошёл с конвейера завода Conner Assembly Plant.

## Концепткары и разновидности

### Viper GTS Concept
В январе 1993 года на автосалоне в автосалоне в Лос-Анджелесе был показан концепт закрытого варианта модели первого поколения. Машина была выкрашена в синий цвет с белыми полосами. Внешней отличительной особенностью концепта являлись боковые выхлопные трубы, как у родстера тех лет. Дополнительный стоп-сигнал был выполнен в виде обычной полоски выше эмблемы (и только серийная версия получила эмблему-стоп-сигнал).
Концепт вызвал ажиотаж вокруг себя. Изначально закрытый вариант Viper задумывался лишь как концепт-кар, но под сильным давлением пошёл в производство в 1996 году.

### Copperhead

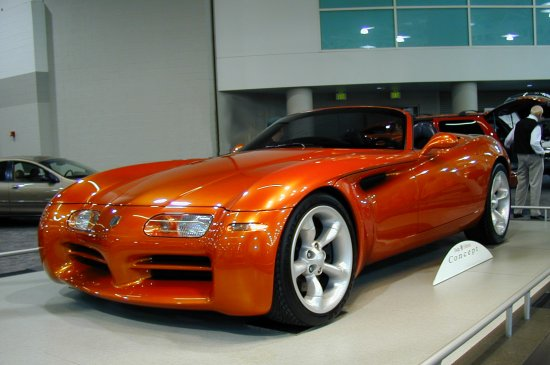
Dodge Copperhead

Dodge Copperhead — концепт-кар, который был показан в 1997 году на Детройтском автосалоне. Copperhead — мокасиновая или медноголовая змея вида гадюковых, поэтому концепт был выкрашен в оранжевый цвет. Основанный на платформе Viper второго поколения (1996), был задуман как более дешёвый и более проворный автомобиль. Был предусмотрен двигатель V6. Модель конвейера не достигла.

### Viper GTS-R Concept
Данный концепт был показан спустя 11 лет после показа самого первого концепта Viper на автошоу в Детройте в 2000 году. Автором дизайна был японец Osamu Shikado, устроившийся в Chrysler в 1994 году. При создании концепта он вдохновлялся гоночными машинами с развитыми аэродинамическими элементами кузова, включая большие антикрылья сзади. Поэтому концепт был выполнен в стиле гоночных автомобилей, имея воздухозаборник на крыше, большое заднее антикрыло и развитый диффузор под задним бампером.
В отличие от многих концептов, данный имел полную функциональность, включая интерьер с кондиционером, регулируемыми по высоте педалями и премиум аудиосистемой. Кузов сделан из углепластика. Был изготовлен один экземпляр. Данный концепт стал отправной точкой в дизайне кузова нового поколения модели 2003 года.

### Chrysler Firepower

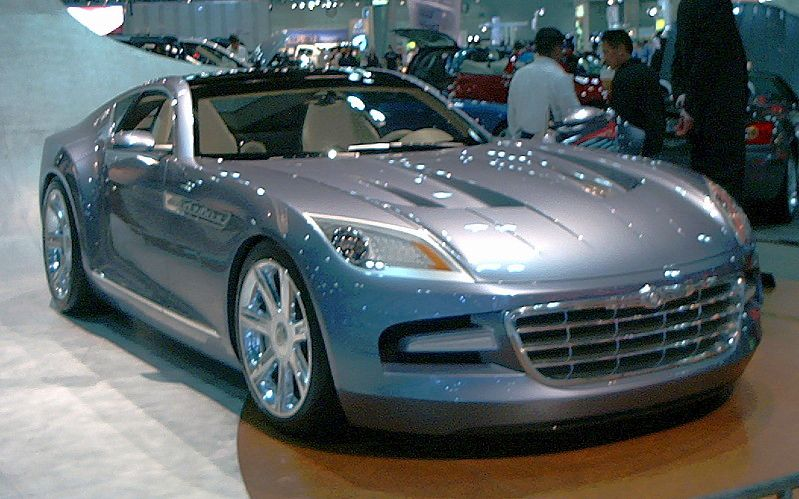
Chrysler Firepower

Показанный на Детройтском автосалоне 2005 года, Chrysler Firepower был создан на базе Dodge Viper третьего поколения (2003) и использовал черты дизайна Chrysler Crossfire. Корма Firepower при этом напоминала современные британские Астон Мартин. Модель задумывалась как более цивильная и люксовая версия Viper под маркой Chrysler. Двигатель — 6.1 L Hemi V8 мощностью 425 л. с. (317 кВт) разгоняет автомобиль до 100 км/ч за 4,5 секунды. Коробка переключения передач — автоматическая 5-диапазонная.
Дизайнеры, ответственные за разработку: Брайан Nielander (внешний дизайн) и Грег Хауэлл (интерьер). Изготовлен в единственном экземпляре. В настоящее время Chrysler официально объявил о том, что Firepower производиться не будет.

### Viper GT2
В целях удовлетворения требований омологации ФИА, а также в ознаменование победы Chrysler в 1997 году в классе GT2, были проданы 100 изменённых Viper GT2 Championship Edition. Эти автомобили, мощностью 460 л. с. (343 кВт) и 678 Н·м крутящего момента, получили кузова с улучшенным аэродинамическим пакетом. Максимальная скорость 290 км/ч

### Viper ACR

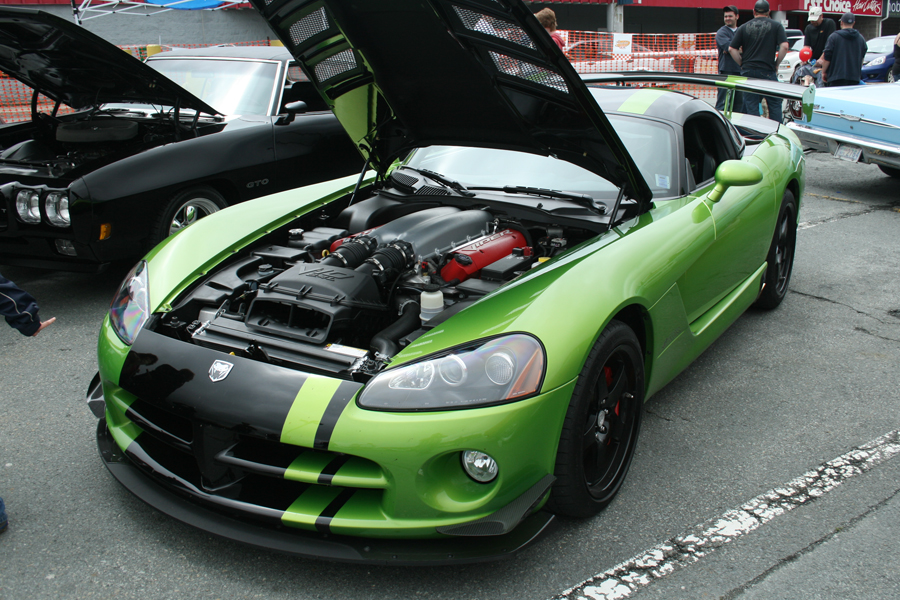
2007 Viper ACR

в 1999 году вышла модель от American Club Racing (ACR). Модель сертифицирована для дорог общего пользования. Мощность была увеличена до 460 л. с. (370 кВт), а крутящий момент до 678 Н·м. Вес был сокращён более чем на 23 кг. Модель лишена интерьера, удалены другие элементы — такие как противотуманные фары, аудиосистема, шумоизоляция капота, коврик в багажном отсеке и насос для подкачки шин. В новой жёсткой регулируемой подвеске удалено ещё 6,4 кг. Эти модели внешне отличаются по агрессивному аэродинамическому обвесу, большему антикрылу на багажнике и новыми 20-спицевыми колесами фирмы BBS, обутыми в низкопрофильную спортивную резину Michelin Pilot Sport Cup.
В 2007 году выпущен новый ACR. Его модернизация — новые тормоза, регулируемая подвеска, аэродинамический обвес. Под длинным капотом установлен 8,4-литровый двигатель, развивающий 600 л. с. Вместе с мотором работает механическая коробка передач Tremec T56 TR6060 с модернизированным дифференциалом GKN ViscoLok. Вес также уменьшился на целых 36 кг — удалено радио, колонки, усилитель, ковёр багажника и т. д. После проведённых работ разгон до 100 км/ч происходит всего за 3 секунды, а максимальная скорость составляет 305 км/ч. Справиться с машиной на больших скоростях позволяет регулируемая гоночная подвеска фирмы KW и тормоза Brembo. Аэродинамические компоненты изготавливаются и монтируются на транспортное средство в Рочестер Хиллс, штат Мичиган. В США стоимость Dodge Viper SRT10 American Club Race составляла 100 тыс. долларов.
В 2011 году Viper SRT-10 ACR установил рекорд трассы Нюрбургринг — самый быстрый круг 7:12.13.

### Mopar Concept Coupe

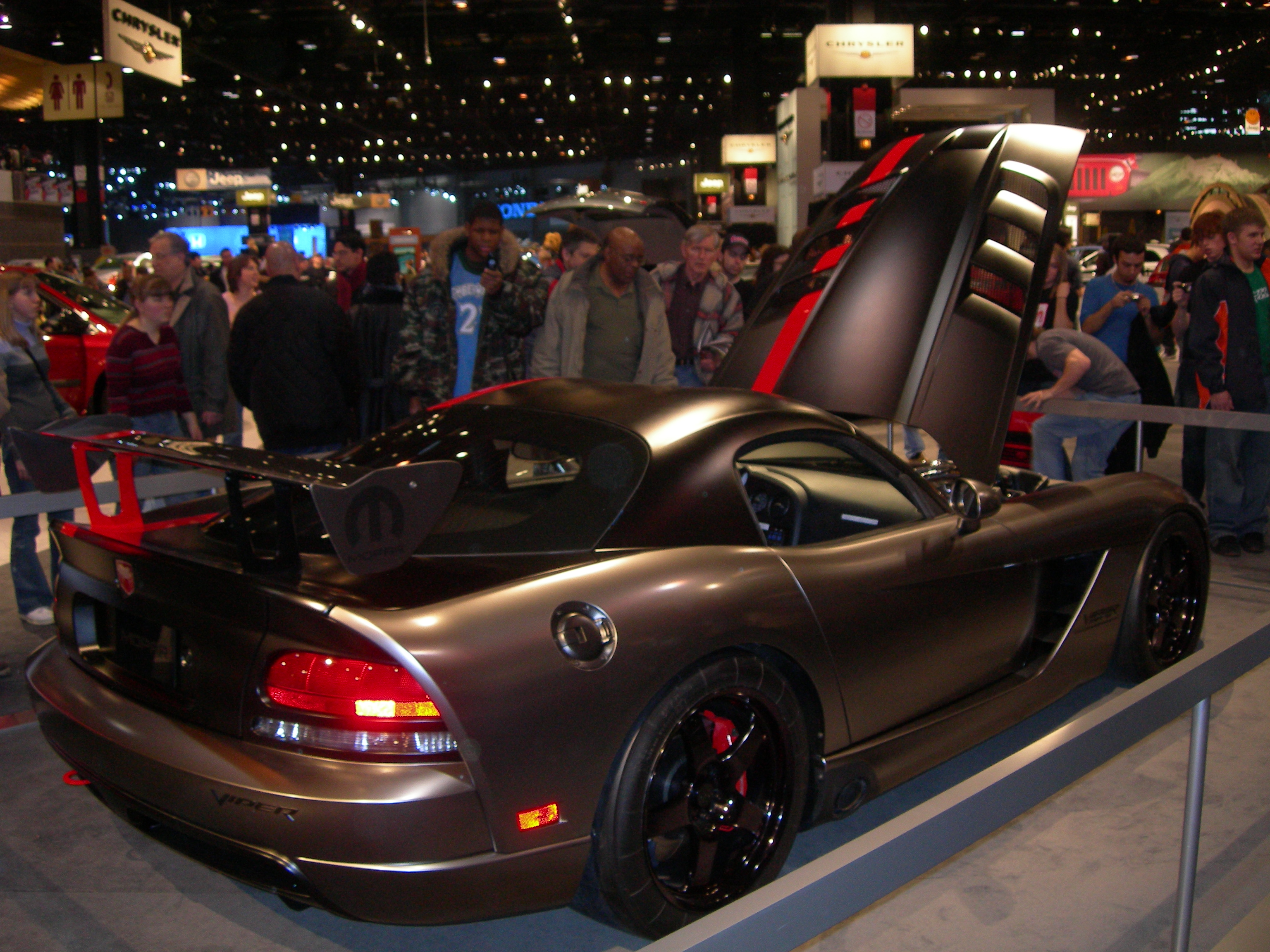
Mopar Concept Coupe

Прототип 2008 года Mopar Viper Coupe с 675 л. с., появился в 2007 году на North American International Auto Show. В настоящее время нет планов по производству.

### Zagato TZ3 Stradale

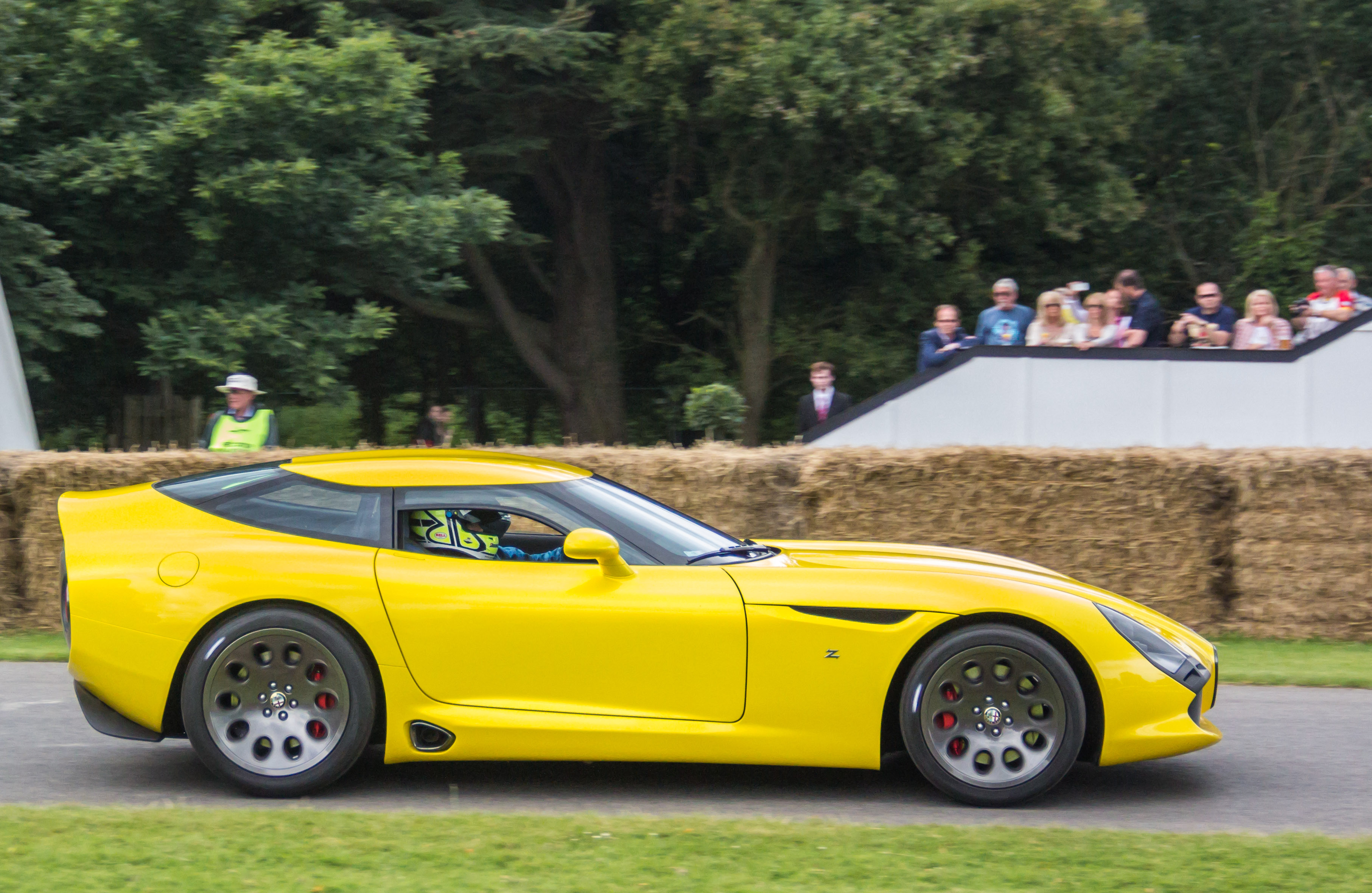
Zagato TZ3 Stradale

28 апреля 2011 года итальянское кузовное ателье Zagato представило свой проект на основе Viper ACR-X. Проект представлял собой стилизацию кузова под марку Alfa Romeo, но не стандартных моделей, а из серии TZ, оригинальных моделей 60-х годов с индексом TZ1 и TZ2, кузова которых изготовлены в Zagato. Данная модель TZ3 Stradale вторая по счету в современном прочтении дизайна оригинальных TZ1 и TZ2 и является дорожной (с итал. «Stradale» — дорога). Первой была TZ3 Corsa, гоночная версия (с итал. «Corsa» — гонка) изготовленная в единственном экземпляре.
Кузов изготовлен из углепластика; капот открывается вперед по ходу движения, как у Viper первых двух и пятого поколений. Несмотря на эмблемы на кузове, Alfa Romeo не принимала участия в данном проекте. Автор дизайна Норихико Харада (Norihiko Harada). Было построено 9 экземпляров.

## Автоспорт
После появления Viper в 1992 году ряд североамериканских и европейских команд начали участвовать в гонках на Viper RT/10.

### Viper GTS-R

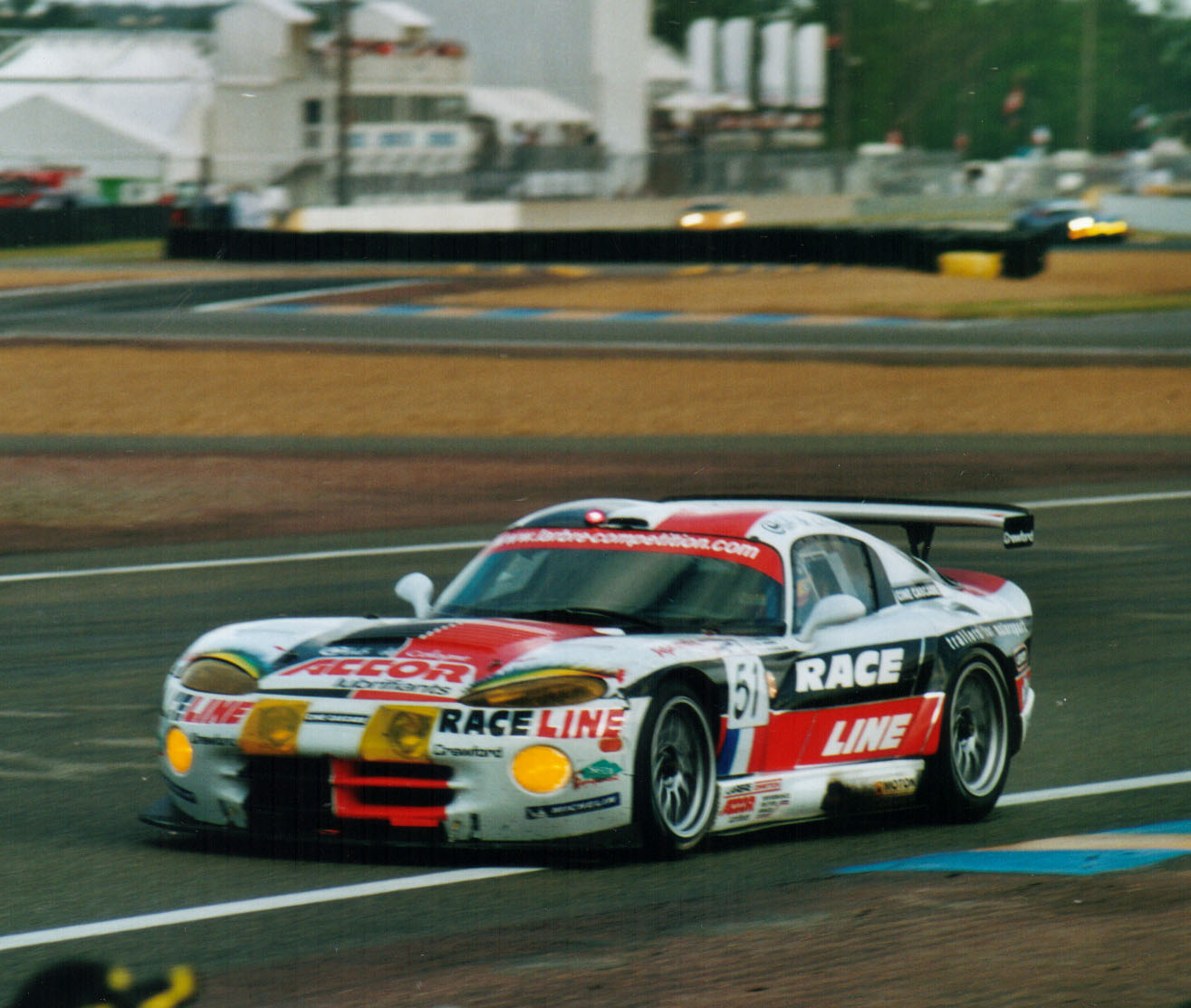
Viper GTS-R

Основанный на Viper GTS, GTS-R был создан в конце 1995 года. Модернизируя такие компоненты двигателя как блок, головки цилиндров и коленчатый вал, инженеры Dodge смогли извлечь мощность 750 л. с. (559 кВт), вместо стандартных 450 л. с. (второе поколение, 8,0 л двигатель V10). Шасси было реорганизовано с нуля британским производителем спортивных автомобилей Reynard Motorsport (главный инженер Пол Браун).
Автомобиль дебютировал в 1996 году на гонке «24 часа Дейтоны». Команда Oreca с Viper добилась победы в чемпионате FIA GT три раза, в гонке «24 часа Ле-Мана» выиграла три раза, и одержала победу в «24 часа Дейтоны» в 2000 году. В период между 1999 и 2002 годом, команда Zakspeed выиграла «24 часа Нюрбургринга» три раза.
После окончания официальной поддержки завода в 2001 году, Viper GTS-R использовался частными командами с большим успехом до 2007 года.

### Viper Competition Coupe

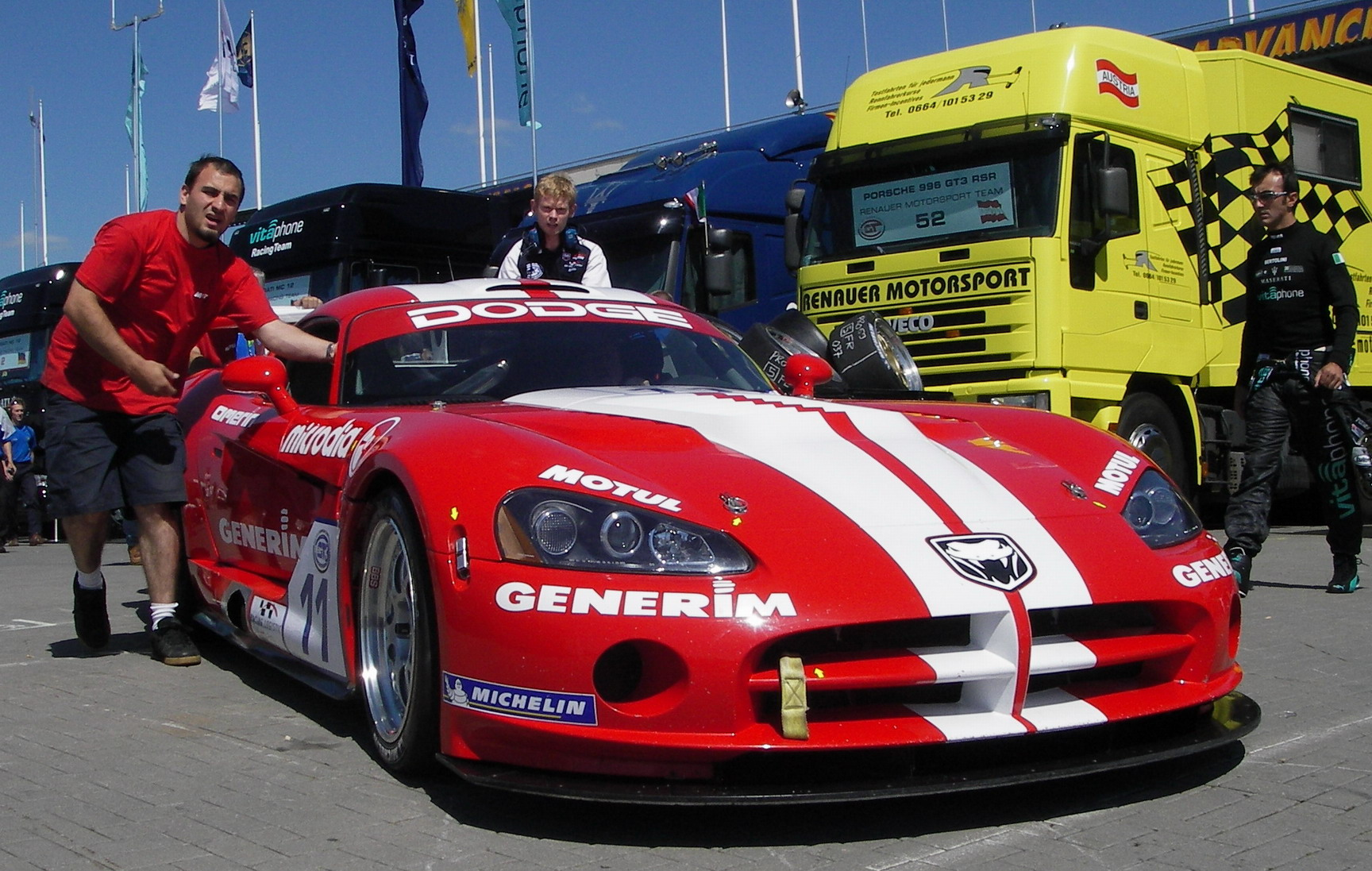
Viper Competition Coupe

В 2003 году на базе Viper SRT-10 Coupe был создан Viper Competition Coupe. Мощность и крутящий момент по сравнению с базовой моделью были улучшены, удалены ковровые покрытия, приборы, системы кондиционирования воздуха, стереосистемы, что облегчило машину на 170 кг. Competition Coupe не продаётся через дилеров, и приобрести его можно непосредственно у Dodge, так как это очень дорогостоящий болид. Стоимость составляет примерно 140 000 USD.
В 2004 году Samuel Hubinette использовал измененный Viper Competition Coupe для гонок «Formula D», в котором он выиграл титул, прежде чем автомобиль был запрещен до конца сезона.
С 2006 года Competition Coupe впервые пришёл в Европу на чемпионат Европы ФИА GT3 с итальянской командой Racing Box.

### Достижения Viper в автоспорте
- 2008 British GT Championship — победа J. Gornall & J. Barnes
- 2007 British GT Championship — победа B. Ellis & A. Mortimer
- 2007 Brazilian GT3 Championship
- 2007 24 hours of Nurburgring — SP8 Class, победа team Zakspeed
- 2006 Australian GT Championship — победа Greg Crick
- 2006 Dutch Supercar Challenge — победа Hans Ambaum
- 2006 Formula D — Championship — победа Samuel Hubinette
- 2006 24 hours of Nurburgring — SP8 Class, победа team Zakspeed
- 2006 Spa 24 hours G3 — победа команды Signa Racing
- 2005 FFSA GT Championship — победа O. Thevenin & P. Bornhauser
- 2005 24 hours of Nurburgring — A8 Class, победа P. Zakowski, R. Lechner & S. Bert
- 2004 SCCA Speed GT — Drivers Championship победа Tommy Archer
- 2004 FFSA GT Championship — победа P. Bornhauser
- 2004 Formula D — Championship, победа Samuel Hubinette
- 2004 Belcar Championship
- 2004 Italian GT Championship
- 2004 1000 Miles of Brazil — победа S. Zonca, A Lancellotti & F. Gollin
- 2003 FFSA GT Championship — победа D. Defourny & P. Goueslard
- 2003 Belcar Championship — победа команды GLPK
- 2003 Italian GT Championship — победа Team Racing Box
- 2003 Swedish GTR Championship — победа Team Tre Q AB
- 2003 EuroSeries GT Championship — победа команды Michael Martin Racing System
- 2002 FIA GT Championship — GT1 Drivers, победа Christophe Bouchut
- 2002 FIA GT Championship — GT1 Teams, победа Larbre Competition
- 2002 Belcar Championship — победа Team GLPK
- 2002 Swedish GTR Championship — победа Team OKA Racing
- 2002 24 hours of Nurburgring — Overall victory, победа Peter Zakowski, R. Lechner & P. Lamy
- 2002 Spa 24 Hours — победа C. Bouchut, S. Bourdais, D. Terrien & V. Vosse
- 2001 FIA GT Championship — GT1 Drivers, победа Christophe Bouchut & Jean-Philippe Belloc
- 2001 FIA GT Championship — GT1 Teams, победа Larbre Competition
- 2001 FFSA GT Championship — победа D. Dupuy & F. Fiat
- 2001 24 hours of Nurburgring — победа Peter Zakowski, M. Bartels & P. Lamy
- 2001 Spa 24 Hours — победа C. Bouchut, J.P. Belloc & M. Duez
- 2001 1000 km of Fuji Endurance Race
- 2001 Belcar Championship — победа Team GLPK
- 2001 Swedish GTR Championship — победа Team OKA Racing
- 2000 FFSA GT Championship — победа D. Dupuy & F. Fiat
- 2000 Grand-Am — GT2 Class Champion
- 2000 24 Hours of Daytona — Overall victory
- 2000 American Le Mans Series — Class Champion, Team Oreca
- 2000 24 Hours of Le Mans — GTS Class 1st and 2nd place, победа team Oreca
- 1999 FIA GT Championship — Drivers, победа Olivier Beretta & Karl Wendlinger
- 1999 FIA GT Championship — Teams, победа Viper Team Oreca
- 1999 24 Hours of Le Mans — GTS Class 1st, 2nd, 3rd, 4th, 5th and 6th place finishes, победа Team Oreca
- 1999 American Le Mans Series — Class Champion, Team Oreca
- 1999 VLN German Championship Series — Won every race of season (10/10), Team Zakspeed
- 1999 24 hours of Nurburgring — победа Peter Zakowski, H.J. Tiemann, K. Ludwig & M. Duez
- 1998 FIA GT Championship — GT2 Drivers, победа Olivier Beretta & Pedro Lamy
- 1998 FIA GT Championship — GT2 Teams, победа Viper Team Oreca
- 1998 24 Hours of Le Mans GT2 Class 1st and 2nd, победа Team Oreca, первая автомобиля американского производства основывается ь, чтобы выиграть в Ле-Ман Le Mans
- 1997 FIA GT Championship — GT2 Drivers, победа Justin Bell
- 1997 FIA GT Championship — GT2 Teams, победа Viper Team Oreca